# Oskar Elofsson
Oskar Elofsson (24 september 1998) is een Zweedse freestyleskiër.

## Carrière
Op de wereldkampioenschappen freestyleskiën 2017 in de Spaanse Sierra Nevada eindigde Elofsson als veertigste op het onderdeel dual moguls en als 47e op het onderdeel moguls. De Zweed maakte zijn wereldbekerdebuut in december 2017 in Ruka. Op 15 december 2018 scoorde hij in Thaiwoo zijn eerste wereldbekerpunten, een dag later stond Elofsson aldaar voor de eerste maal in zijn carrière op het podium van een wereldbekerwedstrijd. In Park City nam hij deel aan de wereldkampioenschappen freestyleskiën 2019. Op dit toernooi eindigde hij als tiende op het onderdeel dual moguls en als 21e op het onderdeel moguls.

## Resultaten

### Wereldkampioenschappen
| Jaar | Plaats        | Resultaten                 |
| ---- | ------------- | -------------------------- |
| 2017 | Sierra Nevada | 40e Dual Moguls 47e Moguls |
| 2019 | Park City     | 10e Dual Moguls 21e Moguls |

### Wereldbeker
Eindklasseringen
| Seizoen   | Algm | MO  |
| --------- | ---- | --- |
| 2018/2019 | 65e  | 11e |
| 2019/2020 | 48e  | 9e  |